# Juana María de Iturbide y Huarte
Juana María de Iturbide y Huarte (1811–1828), księżniczka Meksyku.
Juana Maria była córką Agustína de Iturbide, cesarza Meksyku i jego żony cesarzowej Marii Anny Huarte. Jej ojciec został rozstrzelany w 1824 roku. Juana wraz z rodziną udała się na wygnanie do USA. Tam księżniczka wstąpiła do  waszyngtońskiego klasztoru Nawiedzenia. Razem z nią w klasztorze często przebywała jej matka choć nigdy nie wstąpiła do zakonu. Wierną towarzyszką Juany była  Maria Jesús, znana jako Ciucia.